# ريتشارد ماكنزي (سياسي)
ريتشارد ماكنزي (بالإنجليزية: Richard McKenzie)‏ هو سياسي أسترالي، ولد في 6 مارس 1850، وتوفي في 13 أكتوبر 1919. حزبياً، نشط في حزب التجارة الحرة. وقد انتخب عضو مجلس نواب تسمانيا.